# 激战 (游戏)
激戰（Guildwars，又称“行會戰爭”）是ArenaNet所制作的3D奇幻類型大型多人線上角色扮演遊戲。
2008年3月31日，中国大陆运营商第九城市停止运营《激战》。
2008年4月1日，台湾运营商吉恩停止运营《激战》。